# 女体化した僕を騎士様達がねらってます —男に戻る為には抱かれるしかありません!—
『女体化した僕を騎士様達がねらってます —男に戻る為には抱かれるしかありません！—』（にょたいかしたぼくをきしさまたちがねらっています おとこにもどるためにはだかれるしかありません）は祈みさきによる日本のオンライン小説。『僕と呪いと騎士様と』のタイトルで小説投稿サイト「ムーンライトノベルズ」にて2014年9月22日から2018年11月29日まで連載された。2016年4月からは上記タイトルに改題してDeNIMOより電子書籍化されている。イラストは安治ぽん太郎。
主人公が女体化する作品で、男性の姿でも女性の姿でも性行為を行うことから、ティーンズラブとボーイズラブの両方のジャンルが設定されている。

## 登場人物
声はアニコミ版の声優。
アルト
声 - 咲尽ユウ
本作の主人公。王国の王立図書館司書。呪いのお菓子で女体化してしまい、男に戻るためにロイドやリューンと性行為を行う。
ロイド
声 - 二枚貝ほっき
宮廷騎士。女性に対してだらしない。
リューン
声 - EXカリバー
貴公子然とした騎士。ロイドとは名コンビ。
ヴィゼル
声 - 所アヒージョ
図書館長。
ソニア
声 - 外川まつり

## メディアミックス
いずれもRenta!ほかにて配信。

### 絵ノベル
電子書籍化と同時に2016年4月より配信。台詞の横にキャラクターの画像を入れた小説の一種。

### 漫画
2016年12月13日より配信。作画はやかん。単行本はリブレより発売。
2017年5月にはタテコミ、2017年11月からはフルカラー版も配信されている。
- 祈みさき（原作）・やかん（漫画） 『女体化した僕を騎士様達がねらってます 〜男に戻る為には抱かれるしかありません！〜』 リブレ〈BE×BOY COMICS DELUXE〉、既刊3巻（2022年2月9日現在）
  1. 2018年6月9日発売[8]、ISBN 978-4-7997-3869-6
  2. 2019年3月9日発売[9]、ISBN 978-4-7997-4252-5
  3. 2022年2月9日発売[10]、ISBN 978-4-7997-5600-3

#### モーションコミック
独自の演出を付与した「コミックシアター」として2019年6月に配信。
『女体化した僕を騎士様達がねらってます』のタイトルで、ボイスの付いた「アニコミ」として2021年7月より配信。2022年10月10日から12月26日まで、TOKYO MXにて日曜1時5分から15分（土曜深夜）にテレビ放送された。2023年7月8日からは、第2期『女体化した僕を騎士様達がねらってます 2nd』が同局にて土曜1時35分から45分（金曜深夜）に放送された。
スタッフ（アニコミ）
- 原作 - 祈みさき
- 漫画原作 - やかん
- 監督 - 安藤圭汰
- 編集・アニメーション制作 - サチムラユキ、人片屋、いとひろ3/5
- 音響監督 - えのもとたかひろ
- 音響制作 - スタジオマウス
- 製作 - RentAnime

主題歌（アニコミ）
- エンディング主題歌：藤城リエ「トライアングル・メモリー」作詞 - WISTERIA / 作曲・編曲 - 此先心配
- 第2期オープニング主題歌：田村好「しょこらてぃっく♡にょたぼく」作詞 - WISTERIA / 作曲 - 此先心配